# Tongkhor-Kloster (Garzê)
| Tibetische Bezeichnung                  |
| --------------------------------------- |
| Tibetische Schrift: སྟོང་འཁོར་དགོན།         |
| Wylie-Transliteration: stong 'khor dgon |
| Andere Schreibweisen: Tongkhor Gön      |
| Chinesische Bezeichnung                 |
| Vereinfacht: 东科寺                     |

Das Tongkhor-Kloster bzw. Tongkhor Gön (tibetisch stong 'khor dgon) ist ein Kloster der Gelug-Schule des tibetischen Buddhismus (Vajrayana) im Nordosten des Kreises Garzê der südwestchinesischen Provinz Sichuan. Es wurde 1474 gegründet.